# Bogusław Karakula
Bogusław Jan Karakula (ur. 28 sierpnia 1957 w Sokołowie Podlaskim) – polski samorządowiec, regionalista, w latach 1998–2024 burmistrz Sokołowa Podlaskiego.

## Życiorys
W 1992 ukończył studia na Wydziale Transportu Politechniki Warszawskiej. W roku 2000 ukończył studia podyplomowe na Studium Prawno-Samorządowym, a w 2002 studia podyplomowe w zakresie europejskiego prawa samorządowego w Instytucie Nauk Prawnych Polskiej Akademii Nauk.
W latach 1977–1978 i 1981–1986 pracował w PKS Oddział Sokołów Podlaski. W latach 1980–1981 był zatrudniony w Rolniczej Spółdzielni Produkcyjnej w Morszkowie, a w latach 1986–1991 w Przedsiębiorstwie Przemysłu Mięsnego w Sokołowie Podlaskim. W roku 1998 był dyrektorem w Zakładzie Doskonalenia Zawodowego w Sokołowie Podlaskim. W latach 1990–1998 prowadził własną działalność gospodarczą.
Wybrany w 1998 do Rady Miejskiej w Sokołowie Podlaskim (z KW AWS), 13 listopada wybrany przez radę na stanowisko burmistrza miasta.
Od 2001 roku należy do Prawa i Sprawiedliwości. W wyborach parlamentarnych w 2005 roku jako kandydat tej partii, z siódmego miejsca, startował do Sejmu. Zdobył 2539 głosów. Nie uzyskał mandatu.
W roku 2002 został wybrany burmistrzem miasta w wyborach bezpośrednich, zdobywając w drugiej turze 3214 głosów, co stanowiło 67,79% głosów. W roku 2006 wybrany na trzecią kadencję w pierwszej turze wyborów, spośród pięciu kandydatów uzyskał 52,25% głosów. W roku 2010 wybrany na czwartą kadencję w drugiej turze, zdobywając 3651 głosów, co stanowiło 60,31% głosów. W drugiej turze wyborów wygrał także w 2014 roku. Oddano na niego 3808 głosów, co stanowiło 53.42%. W 2018 roku został wybrany na piątą kadencję w pierwszej turze zdobył 3930 głosów co stanowiło 43.67% głosów. W drugiej turze wyborów wygrał zdobywając 4313 głosów co stanowiło 54,86%
W latach 2002–2014 kandydował z własnego komitetu wyborczego.
Członek Sokołowskiego Towarzystwa Społeczno-Kulturalnego, współautor wydawnictw historycznych i regionalnych. Wiceprezes Mazowieckiego Stowarzyszenia Gmin na rzecz Rozwoju Społeczeństwa Informacyjnego.

## Odznaczenia i wyróżnienia
- Krzyżem Kawalerskim Orderu Odrodzenia Polski (2017)[12]
- Srebrny Krzyż Zasługi (2008)[13]
- Srebrny Medal za Zasługi dla Policji (2024)[14]
- Brązowy Medal za Zasługi dla Policji (2009)[15]

## Życie prywatne
Żonaty, ma córkę Sylwię.